# 門真フィルムコミッション
特定非営利活動法人 門真フィルムコミッション（かどまフィルムコミッション、英語:Kadoma Film Commission Osaka Japan）は、門真国際映画祭を企画運営する大阪府門真市の特定非営利活動法人。
映像を基軸とした海外との文化交流を促進し、相互の国の文化を尊重し合える社会を構築し、映像業界の次世代を担う人材育成に繋がる事業を行い、また映像を用いた魅了あるまちづくりに寄与し、地域を活性させ、町と映像文化の健全な発展に資することを目的とする。
本法人を母体とし、下部組織として、同ニューヨーク支部局(英語表記「Kadoma Film Commission New York Office」)、門真国際映画祭運営事務局(英語表記「Kadoma International Film Festival Administrative Office」)など、6つの機関で組織されており、近隣のNPO法人や学生ボランティア、公益社団法人や、映画映像ファンなど、外部団体の協力助力を得て運営されている。

## 概要
2016年1月にロケ撮影の支援団体門真フィルムコミッションとして発足した。当初は地域振興のためのオリジナル映画の制作や市民向けの映画制作ワークショップを展開し、愛媛県 今治市において「関前諸島岡村島映画祭」を発足後、2018年には「門真国際映画祭」を発足させた。民間組織が国際映画祭を発足させたことが世界的に稀有であることからインドネシア バリ日本文化交流協会より文化栄誉賞を受賞し、理事長の奈須崇が個人として同文化功労章を受賞した。（2019年1月）
また政府後援の民間表彰制度「ふるさと名品オブ・ザ・イヤー」で、日本を代表する地域振興事業であると評価され、政策奨励賞を受賞した。（2019年2月）
本法人の映像制作において制作された地域振興の短編映画『歩と抹茶パフェ』が兵庫県の「神戸元町ショートフィルムフェスティバル」で入選したことを皮切りに、『菜』が大阪府の「やお80映画祭」にて入選し、『クローゼットの赤』が鳥取県の「米子映画事変」で、それぞれ全国公募の中から入選したことから映像制作会社としても評価されている。2020年には奈良の東大寺で1300年ぶりに開催された夜間法要の撮影を担当し、東大寺監修のもと1時間の映像を制作するなど多才なメンバーで構成されている。
基幹事業として掲げる門真国際映画祭は年々、観客動員数500人が翌年には1,200人、その翌年には3,000人と増加している。特に新型コロナウイルス感染症（COVID-19）の影響下であった2020年においても2倍以上の観客の増加がみられる点は特筆すべきところである。
この年は無観客開催や中止、延期といった映画祭が大半である中、現地の会場で観客を入れての通常開催をした国際映画祭は北京国際映画祭と門真国際映画祭だけあった。この背景には新型コロナウイルス感染症（COVID-19）対策を任務とする感染症対策専用の組織をつくり、E-ラーニング研修や、実務研修を独自開発し、独自の感染症追跡システムを早い段階で開発導入するなどといった努力のあとが見られる
。
この年に内閣府の後援名義の承認を得たことにより、門真国際映画祭は日本政府後援の民間表彰制度となっている。さらに感染症対策の一環として、WEB会場を自社開発し、インターネット上に創設しており、常に開催している映画祭となった。
2020年11月には、公民連携による「Factものづくり、Act役者・アクション、Eat食」が交わる新しいまちづくりをコンセプトとした門真市駅周辺エリアリノベーション社会実験「FAct Eat Kadoma」（ファクトイートカドマ）の実行委員会に参画した。
理事の小宮さえこが制作した門真国際映画祭2020の公式ポスターが｢Best Film Festival Poster of 2020｣に輝き、10,000以上ある映画祭の中で世界一のポスターに選ばれた。
2021年、全42席の野外映画館「門真市駅高架下シアター」を創業。環境からの騒音をクリアするためにミニFM局を開設し、専用の受信機とヘッドホンで映画の音声を共有するシステム「電波くんと受信くん」を自社開発。開発から当日の開催時の模様を、朝日放送テレビ「キャスト -CAST-」の密着取材が入るなど大きな賑わい創出となった。
慈善事業は多岐にわたり、子供たちのチケット代を基金から捻出したり、映画館で使えるチケットをひとり親世帯にお贈りすることを目的として「こども映画基金」の運営を開始し、捨て猫を俳優猫にする取り組み「すて猫スタープロジェクト」や、「映画による心の復興支援」という被災地支援、子ども向けの居場所づくりを目的とするキャリア教育を無償で提供する「門真バイタリティ教室」なども無償で展開している。

## 沿革
- 2016年1月 - ロケ撮影の支援団体として「門真フィルムコミッション」発足
- 2016年2月 - 市民向けのワークショップ「8回の受講で映画を作るワークショップオーディション」をスタート
- 2016年6月 -愛媛県今治市に位置する関前諸島岡村島で「関前諸島岡村島映画祭」を発足
- 2016年7月 - 門真フィルムコミッション制作の短編映画『歩と抹茶パフェ』が神戸元町ショートフィルムフェスティバルに入選
- 2016年11月 – オール門真ロケの長編映画『マイナス36℃のふたり』の撮影において、公道でトラックを横転させるという大掛かりな撮影を敢行。国土交通省や大阪府警、門真警察署など関係各所の許可申請をした上での撮影であったが、乗用車などを10台以上並べての事故シーンの撮影に、本物の事故だと勘違いした消防車が救護活動に駆け付ける騒ぎとなった[要出典]。
- 2017年1月 - 法人化。特定非営利活動法人 門真フィルムコミッションと名称変更
- 2017年9月 - 門真フィルムコミッションが主催する関前諸島岡村島映画祭のイベントの一環として、愛媛県今治市で「4日間で映画をつくるワークショップ」を開催。岡村島の島民たちによる短編無声映画『名刀、愛媛新聞にて候!』の撮影を敢行
- 2017年11月 - 「理事だけで映画をつくる企画」により、80秒の超短編映画『菜』（監督：金哲義）を制作。八尾80映画祭において全国公募作品の中から入選
- 2018年7月 – 門真国際映画祭を創設
- 2018年10月25日 - 「理事だけで映画をつくる企画」の第2弾の短編映画『クローゼットの赤』（監督:林知明）が、米子映画事変 米子3分映画宴に入選
- 2018年10月 - バリ州ギャナール県 バリ日本文化交流協会より、文化交流への取り組みに対して、門真フィルムコミッションが文化栄誉賞を受賞。理事長の奈須崇が文化功労賞を個人として受賞
- 2019年7月 - 政府後援の民間表彰制度「ふるさと名品オブ・ザ・イヤー」において理事長の奈須崇が政策奨励賞を受賞[4]
- 2019年7月 - 門真国際映画祭2019を開催
- 2020年1月 - 平成30年7月豪雨災害呉復興イベント「とびしま元気ワクわくフェスティバル」で、門真フィルムコミッションが制作した短編サイレント映画『名刀、愛媛新聞にて候!』を上映
- 2020年6月 ‐門真市シルバー人材センター40周年事業、映画『門真市ゾンビ人材センター』の制作に先駆けて、「夏のゾンビメイク教室」を開催
- 2020年8月 – 門真国際映画祭2020を開催
- 2020年11月 – 東大寺夜間特別法要新型コロナウイルス終息祈念法要の記録撮影
- 2020年11月 – 門真市駅周辺エリアリノベーション実行員会の参画
- 2020年12月 – 理事の小宮さえこが制作した門真国際映画祭2020の公式ポスターが｢Best Film Festival Poster of 2020｣に輝き、10000以上ある映画祭の中で世界一のポスターに選出
- 2021年2月 – 門真市駅周辺のエリアリノベーションを目的とした社会実験「FAct Eat Kadoma」を開催
- 2020年2月 – 全42席の野外映画館「門真市駅高架下シアター」を運営
- 2020年3月 – 「こども映画基金」を創設